# Chiesa di San Vittore (Gaverina Terme)
La chiesa di San Vittore è il principale luogo di culto cattolico di Gaverina Terme, in provincia e diocesi di Bergamo; fa parte del vicariato di Borgo di Terzo-Casazza. La chiesa conserva come pala d'altare maggiore il dipinto Madonna in trono con Bambino e i santi Vittore e Fidenzio opera del 1576 di Giovan Battista Moroni.

## Storia
Dalle relazioni del Cinquecento del vescovo Vittore Soranzo si evince che la chiesa intitolata a san Vittore, il 12 settembre 1460, fu smembrata dalla plebana di Mologno e eretta a parrocchia autonoma, con decreto del vescovo di Bergamo Giovanni Barozzi. La medesima informazione è inserita nel Libro censuale redatto durante il vescovato Barozzi nel 1464.
Il 28 ottobre 1575 la chiesa fu visitata da san Carlo Borromeo arcivescovo di Milano, dagli atti si deduce che la chiesa dipendeva dalla pieve di Mologno e non aveva reddito, per questo i vicini di Gaverina erano obbligati a stipendiare un cenobita dei frati francescani perché coprisse le funzioni di parroco, previa il pagamento annuale versato dai vicini "per capita". La chiesa era infatti inserita nel registro delle commende episcopali, quindi aveva obbligo di avere la conferma ogni sei mesi del vescovo per ogni parrocchia. Nella relazione di san Carlo Borromeo risulta che ci fosse un'irregolarità nella posizione del frate e gli fosse quindi vietata la somministrazione dei sacramenti. Sussidiario della parrocchia era l'oratorio di San Rocco. Vi era la pia confraternita della Misericordia di Bergamo, retta da tre ministri eletti direttamente dai vicini.
Nel 1659 la comunità fu visitata dal vescovo san Gregorio Barbarigo e gli atti riportano che la chiesa parrocchiale di "Gaverina e Piano" di era inserita nella vicaria foranea di Mologno e retta da tre sacerdoti. Vi erano inoltre le scuole scuola del Santissimo Sacramento, del Rosario, della Dottrina cristiana e della Concezione della Beata Vergine che governavano i corrispondenti altari.

Nel 1666 la chiesa fu inserita nel Sommario delle chiese di Bergamo, elenco redatto dal cancelliere della curia vescovile Giovanni Giacomo Marenzi era sotto l'invocazione di San Vittore di Gaverina e Piano, situata in Valle Cavallina e che dipendeva dalla pieve di Mologno. Le funzioni erano rette da un parroco coadiuvato da due cappellani.
La chiesa fu visitata il 3 agosto 1780 dal vescovo Giovanni Paolo Dolfin. La relazione indica che la chiesa aveva la scuola del Santissimo Saramento istituita il 7 agosto 1590, retta da sindaci eretti dalla vicina che governavano l'altare maggiore. Vi erano inoltre la scuola del Santo Rosario che gestiva l'altare della Madonna del Rosario e quella dell'Immacolata Concezione presente dal febbraio 1669. Vi erano prossime alla località gli oratori di San Rocco, della Santissima Trinità, l'oratorio di Santa Maria e quello della Santissima Vergine della Neve posto sul colle di Piano, e erano tutti governati dai sindaci.
Con decreto del 27 maggio 1979 del vescovo di Bergamo Giulio Oggioni la chiesa fu inserita nel vicariato di Borgo di Terzo-Casazza.

## Descrizione

### Esterno
La chiesa è posta sulla strada che da Gaverina Terme si raggiunge la località di Gaverina al Piano in posizione dominante. Un ampio sagrato la circonda su tre lati. La facciata si sviluppa su tre ordini di misure minori. L'ordine inferiore è tripartito da riquadri in muratura e presenta nella parte centrale l'ingresso principale, completo di paraste incavate che reggono l'architrave e il timpano triangolare spezzato, dove c'è la cimasa con il simbolo vescovile. L'ordine centrale di misura minore con due mensile laterali che si raccordano con il corpo centrale dove poggiano due palle di pietra. Una grande apertura a tutto sesto è posta centralmente, atta a illuminare l'aula. Il terzo ordine conserva in tre nicchie le statue dei santi Fedele e Vittore, mentre al centro è raffigurata la Pietà. La facciata termina con un arco e due parti laterali, dove vi sono due fiamme a completare il frontone.

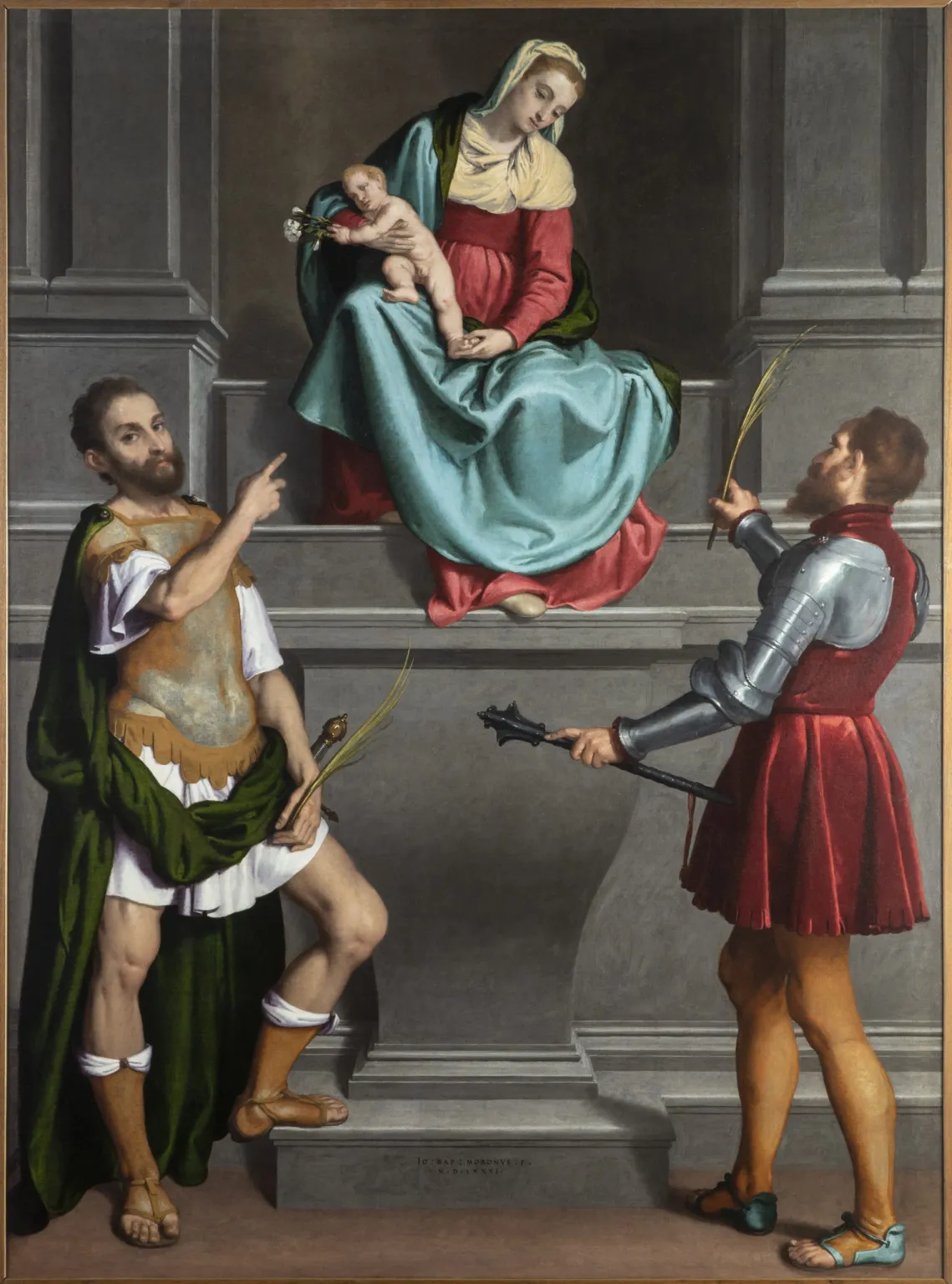
Madonna in trono con Bambino e i Santi Vittore e Fidenzio, Olio su tela del 1576 di Giovan Battista Moroni

### Interno
La chiesa conserva opere di importante interesse artistico tra cui alcune tele nonché la pala d'altare raffigurante la Madonna col Bambino e i santi Vittore e Fedele opera di Giovan Battista Moroni. La pala ha una sua storia, pare che san Carlo Borromeo si sia arrabbiato con il parroco perché deteneva armi, ordinandogli di commissionare al Moroni una pala da porre sull'altare maggiore che raffigurasse il santo a cui la chiesa era intitolata.